# Rashtīān
Rashtīān (persiska: رشتیان) är en ort i Iran.   Den ligger i provinsen Kermanshah, i den nordvästra delen av landet, 300 km väster om huvudstaden Teheran. Rashtīān ligger 1 655 meter över havet och antalet invånare är 193.
Terrängen runt Rashtīān är varierad.Runt Rashtīān är det ganska tätbefolkat, med 239 invånare per kvadratkilometer. Närmaste större samhälle är Kangāvar, 13,1 km sydost om Rashtīān. Trakten runt Rashtīān består till största delen av jordbruksmark.